# Opuntia helleri
Opuntia helleri K.Schum es una especie fanerógama perteneciente a la familia Cactaceae. Es endémica de Ecuador en las islas Galápagos. 

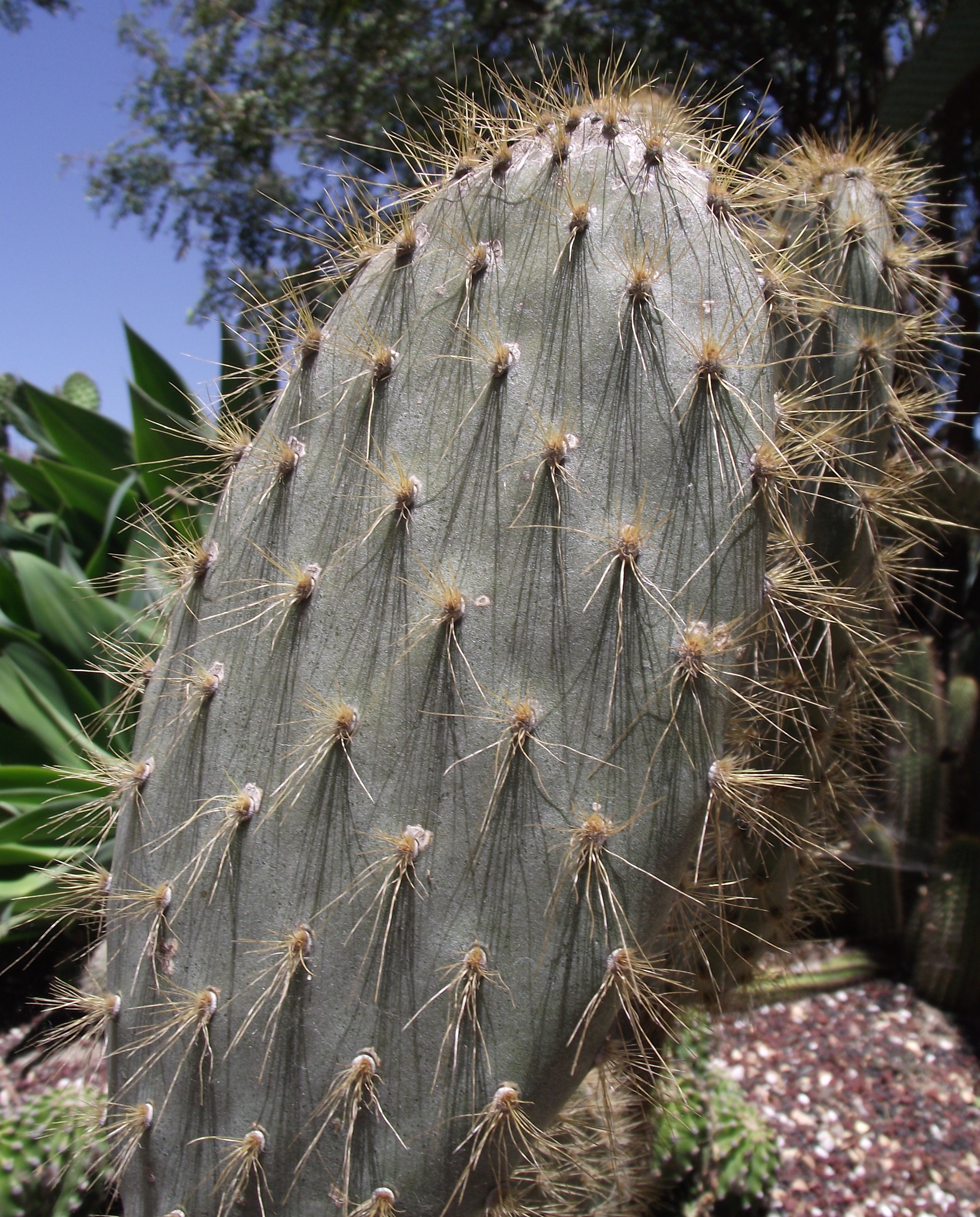
Detalle de la planta

## Descripción
Opuntia helleri crece extendida o erecta y a menudo forma cojines densos con una altura de  de 0,7 a 2 metros. Una colonia no se forma normalmente. Los tallos son de color verde amarillento con cladodios oblongos redondos u ovales, de 20 a 37 centímetros de largo, y 10 a 22 de ancho, y de 1,3 a 2,6 cm de gruesas. Los  gloquidios son amarillos, 2 a 6 cm de largo, aunque falta a veces. Las 7-28 espinas tienen diferentes longitudes  son de color blanco amarillento. Las flores son amarillas de 4-8 cm de largo y puede alcanzar un diámetro entre 3 y 5,5 centímetros. Los frutos son de color verde, esféricos a alargados y llenos de gloquidios y espinas pequeñas.

## Distribución y hábitat
Opuntia helleri se distribuye por las Islas Galápagos en las islas Darwin, Genovesa, Marchena y Wolf. 

## Taxonomía
Opuntia helleri  fue descrita por K.Schum ex B.L.Rob. y publicado en Proceedings of the American Academy of Arts and Sciences 38: 180. 1902.
Etimología
Opuntia: nombre genérico  que proviene del griego usado por Plinio el Viejo para una planta que creció alrededor de la ciudad de Opus en Grecia.
helleri: epíteto otorgado en honor del zoólogo norteamericano Edmund Heller que descubrió la especie.
Sinonimia
- Opuntia galapageia var. helleri[5][6]